# Medový Újezd
Medový Újezd település Csehországban, Rokycanyi járásban. Medový Újezd Mýto, Strašice, Holoubkov, Hůrky és Dobřív településekkel határos. Lakosainak száma 280 fő (2024. január 1.).

## Népesség
A település lakosságának változását az alábbi diagram mutatja:
| Lakosok száma | 392  | 464  | 431  | 386  | 290  | 222  | 233  | 252  | 261  | 280  |
|               | 1869 | 1900 | 1921 | 1961 | 1980 | 2011 | 2016 | 2019 | 2021 | 2024 |